# Odontionella cyclops
Odontionella cyclops är en mossdjursart som först beskrevs av Busk 1854.  Odontionella cyclops ingår i släktet Odontionella och familjen Foveolariidae. Inga underarter finns listade i Catalogue of Life.